# Zugarramurdi
Zugarramurdi es un municipio español de la Comunidad Foral de Navarra, situado en la merindad de Pamplona, en la comarca de Baztán y a 83 km de la capital de la comunidad, Pamplona. Su población en 2024 fue de 227 habitantes (INE). Está cerca del pueblo francés de Sara. 
El municipio está compuesto por cinco lugares habitados: Azcar, Echartea, Madaria, Olazur y Zugarramurdi.
Zugarramurdi se ha convertido en destino brujeril por excelencia, como el más famoso de los pueblos de brujas en España.

## Toponimia
Zugarramurdi es un topónimo de significado desconocido, aunque con seguridad proviene del euskera. El filólogo Koldo Mitxelena propuso que la etimología del nombre podía ser 'lugar abundante en olmos ruines', de zugar (olmo) + andur ('ruin') + el sufijo -di (sufijo que indica abundancia). zugarrandurdi -> zugarramurdi. El propio Mitxelena reconocía que no poseía pruebas en documentaciones antiguas que pudieran probar su teoría. En euskera normativo esp. olmo se dice zumar, pero zugar es una variante dialectal que aparece en muchos topónimos. Por otra parte, -di es el sufijo abundancial que acompaña en euskera a los nombres de árboles y plantas, y atestiguado en multitud de topónimos, como Lizardi, Aresti, Gorostidi, Loidi. Así por ejemplo Zumardi quiere decir en euskera olmedal y alameda. En el caso del topónimo Zugarramurdi hay un elemento intermedio que actualmente parece irreconocible.

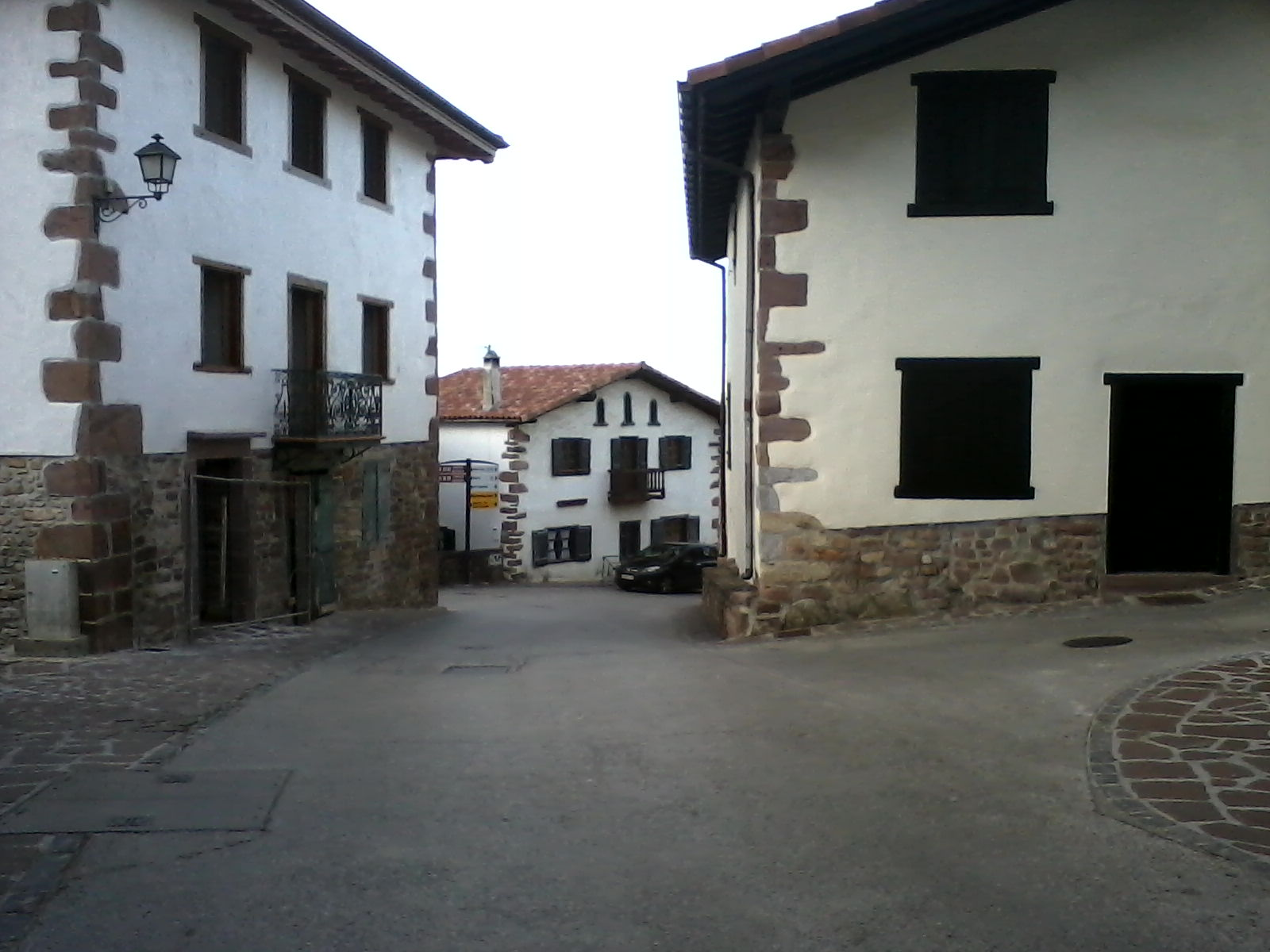
Vista parcial del pueblo

En euskera y en castellano el nombre del pueblo se transcribe igual, aunque la z se pronuncia de manera diferente en ambos idiomas, por lo que la pronunciación difiere ligeramente. Según Mikel Belasko, los paisanos coloquialmente usan las variantes Zugamurdi, Zamurdi o Zuenburdi, formas sincopas del nombre.

### Gentilicio
Zugarramurdiarra / zugarramurditarra

## Símbolos

### Escudo
El escudo de armas de Zugarramurdi tiene el siguiente blasón:

Escudo jaquelado de plata y sable. Por timbre un yelmo empenachado.

Así figura pintado en la bandera de la villa.

## Geografía

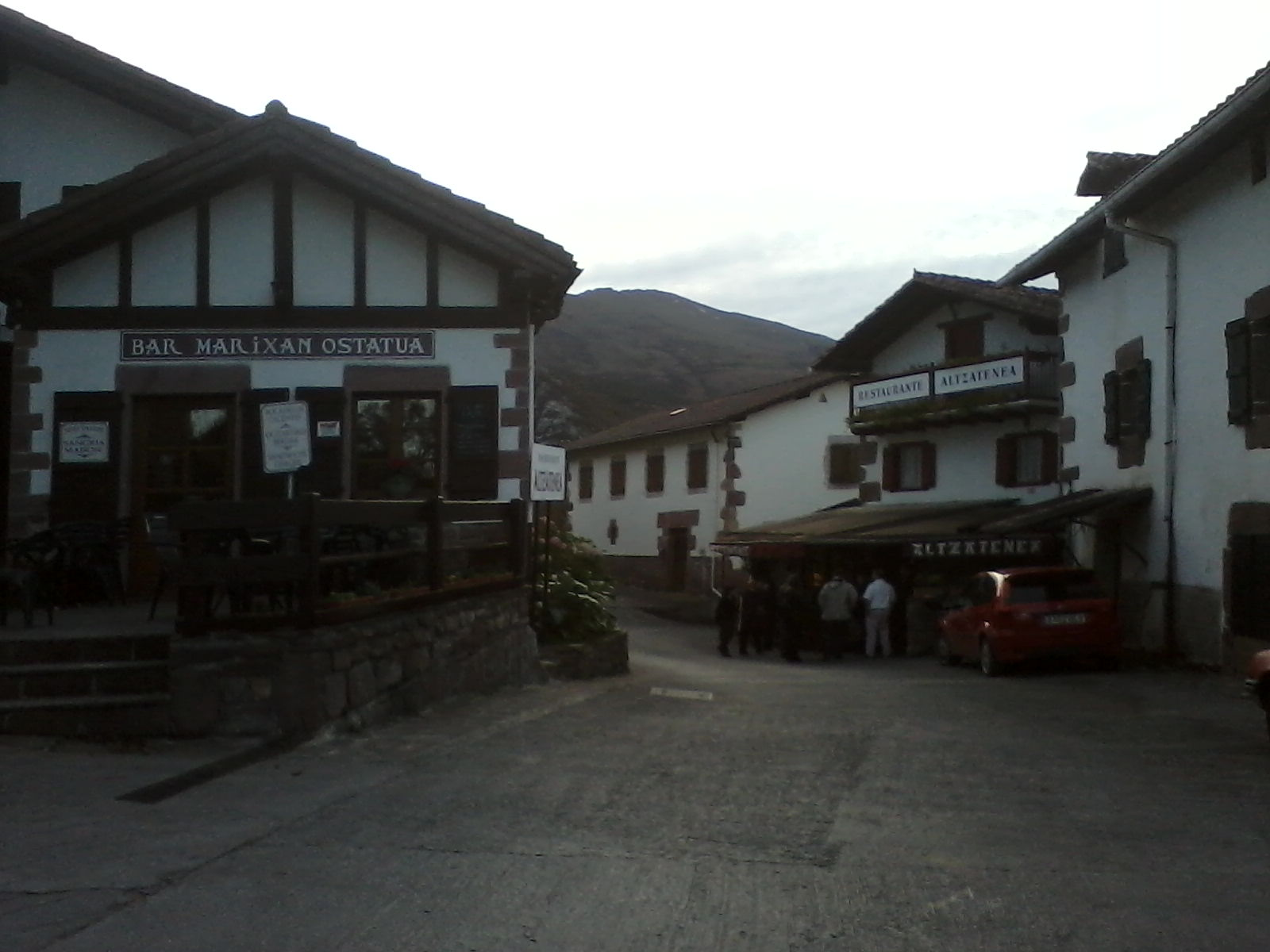
Casas típicas de la zona.

Se encuentra al noroeste de la Comunidad Foral de Navarra cerca del paso fronterizo de Dancharinea con Francia. Su término municipal tiene una superficie de 5,649 km² y limita al norte con Francia, al este con Baztán y Urdax y al sur y oeste con Baztán.

## Historia
Al igual que Urdax, Zugarramurdi fue un poblado de caseríos abandonados bordeando el monasterio de San Salvador antes de adquirir jurisdicción civil. Fue declarada Villa en 1667.
En 1610 tuvo lugar en Logroño un auto de fe en el que la Inquisición española procesó a cuarenta vecinos (mayoritariamente mujeres) acusados de ser brujos de Zugarramurdi y condenó a doce de ellos a morir en la hoguera (cinco de ellas en efigie por haber muerto con anterioridad). Las ejecuciones se basaron, en la mayor parte de los casos, en testimonios basados en supersticiones y envidias que eran poco o nada fiables.
Julio Caro Baroja cita como párrafo interesante de dicho auto de fe el siguiente:

Las 18 personas restantes, fueron todas reconciliadas (por haber sido toda su vida de la secta de los brujos), buenas confidentes y que con lágrimas habían pedido misericordia, y que querían volverse a la fe de los cristianos. Leyéronse en su sentencia cosas tan horribles y espantosas cuales nunca se han visto: y fue tanto lo que hubo que relatar, que ocupó todo el día desde que amaneció hasta que llegó la noche, que los señores inquisidores fueron mandando cercenar muchas de las relaciones, porque se pudiesen acabar en aquel día. Con todas las dichas personas se usó de mucha misericordia, llevando consideración mucho más al arrepentimiento de sus culpas, que a la gravedad de sus delitos: y al tiempo en que comenzaron a confesar, agravándoles el castigo a los que confesaron más tarde, según la rebeldía que cada cual había tenido en sus confesiones

Hacia mediados del siglo XIX, el lugar tenía contabilizada una población de 573 habitantes. La localidad aparece descrita en el decimosexto volumen del Diccionario geográfico-estadístico-histórico de España y sus posesiones de Ultramar de Pascual Madoz de la siguiente manera:

ZUGARRAMURDI: v. con ayunt., separada del valle de Baztan, aunque enclavado en su terr., prov. y c. g. de Navarra, part. jud., aud. terr. y dióc. de Pamplona (12 leg.). sit. al pie de unas montañas; clima frio, y reinan los vientos N. y O. Tiene 40 casas, inclusa la consistorial con cárcel; una escuela de niños concurrida por 40 y dotada con 8 rs. diarios, y otra de niñas á la cual asisten 30, y la maestra percibe de asignación 2,790 rs. anualmente; igl. parr. de primer ascenso (la Asuncion) servida por un cura; cementerio contiguo á la misma, y para el surtido del pueblo una fuente de agua saludable. El térm. se estiende de N. á S. 1/2 leg. y de E. á O. igual dist., y confina: N. Sara (Francia); E. y S. Urdax, y O. montes de Echalar: todo se halla poblado de robles, hayas, castaños y abundancia de pastos. El terreno es arcilloso y poco productivo; le cruzan algunos arroyos insignificantes que se introducen en Francia. caminos: los locales y de herradura. El correo se recibe de Elizondo por balijero. prod.: trigo, maíz, alubias, castañas y hortalizas; cría de ganado lanar y vacuno; pesca de truchas y anguilas. ind.: además de la agricultura y ganadería, hay 2 molinos harineros. pobl.: 80 vec. , 573 alm. riqueza: 121,773 rs.
(Madoz, 1850, p. 676)

## Demografía
Zugarramurdi cuenta con una población de 227 habitantes (INE 2024).
| Gráfica de evolución demográfica de Zugarramurdi entre 1842 y 2021                                                  |
| |
| Población de derecho según los censos de población del INE Población de hecho según los censos de población del INE |

### Núcleos de población
El municipio se divide en las siguientes entidades de población, según el nomenclátor de población publicado por el INE (Instituto Nacional de Estadística). Los datos de población se refieren a 2014.
| Entidad de Población | Población (2014) |
| -------------------- | ---------------- |
| Azcar                | 0                |
| Echartea             | 13               |
| Madaria              | 19               |
| Olazur               | 23               |
| Zugarramurdi         | 170              |

## Administración y política
| Mandato   | Nombre del alcalde           | Partido Político |
| --------- | ---------------------------- | ---------------- |
| 2003-2007 |                              |                  |
| 2007-2011 | Jesús María Aguerre Indaburu | A. Akelarre      |
| 2011-     | Lázaro Dainciart             | A. Akelarre      |
| 2019-     | Evaristo Mentaberri Mihura   | A. Akelarre      |

## Cultura

### Patrimonio

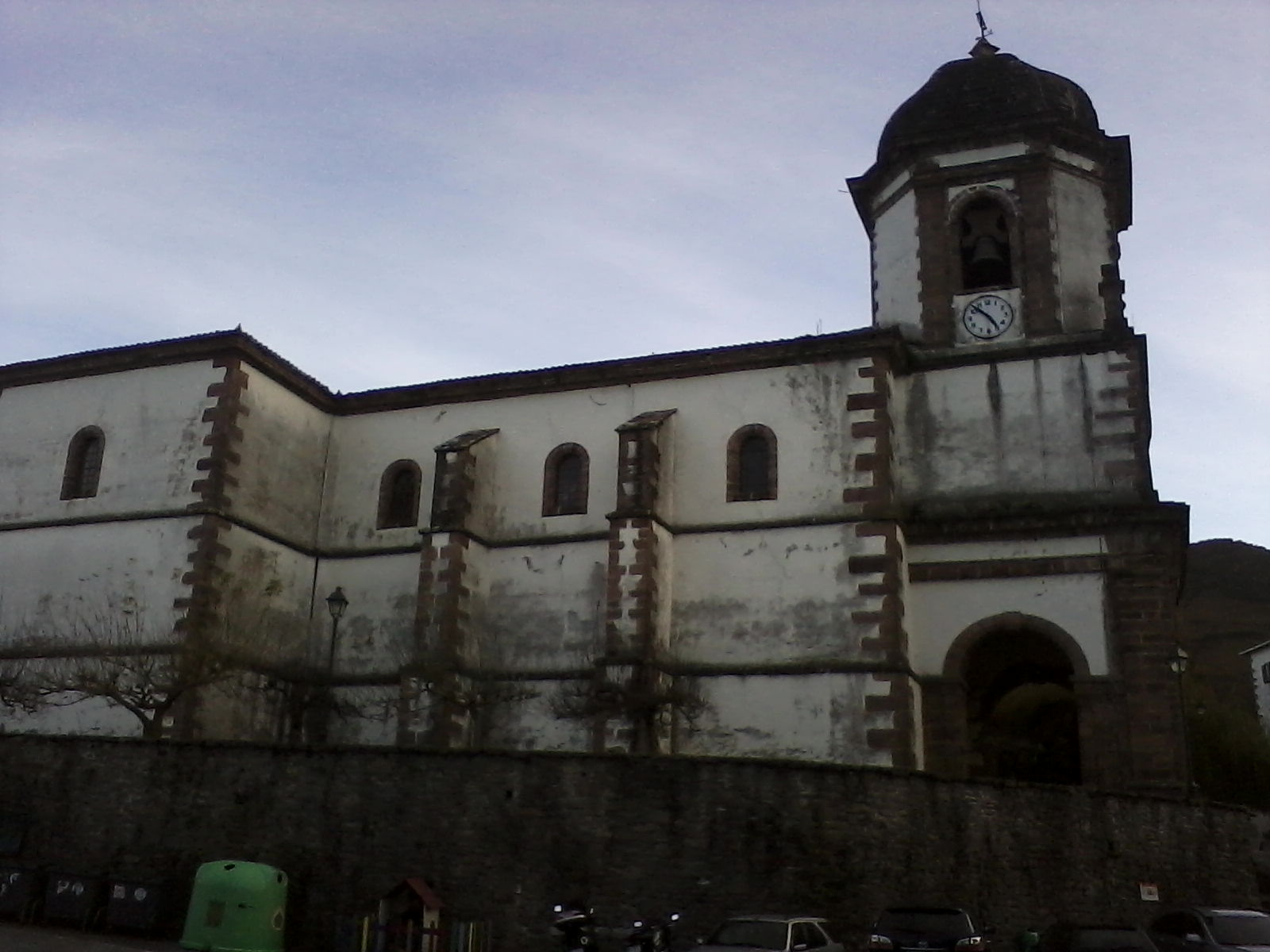
Iglesia de la Asunción.

- Iglesia de la Asunción, del siglo XVIII, construida entre 1781 y 1784. Parcialmente destruida por las tropas francesas en 1793 y reconstruida durante el siglo XIX.
- Ermita de Nuestra Señora del Rosario.

### Fiestas
Las fiestas patronales se celebran en honor de la Ascensión de la Virgen del 14 al 18 de agosto.

### Ocio

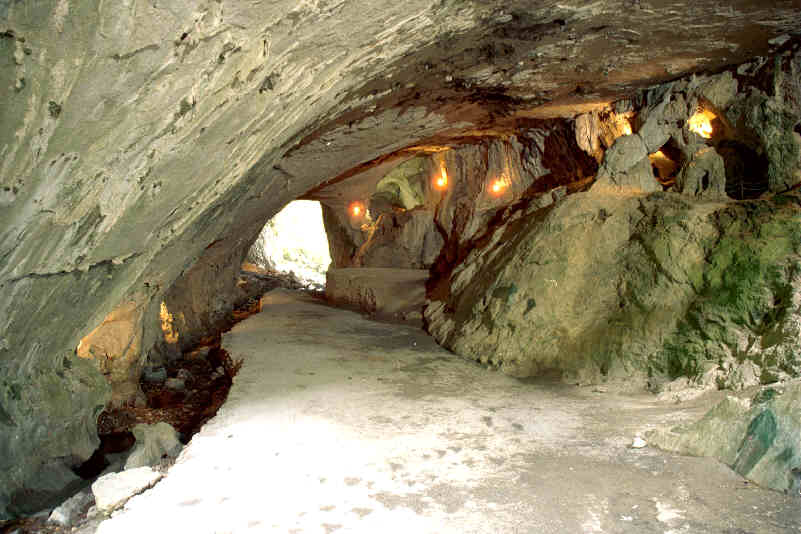
Cuevas de Zugarramurdi

Es muy conocida la Cueva de los Aquelarres o de Zugarramurdi o Cueva de las brujas.
El arroyo Olabidea, también conocido como Infernuko erreka ("arroyo del infierno"), al atravesar una masa de roca caliza ha excavado una serie de cuevas en distintos niveles, de las cuales la mayor forma un gran túnel de 100 m de largo, por 20 m de ancho y 30 m de alto.
Estas cuevas son famosas por haber acogido durante la Edad Media reuniones de brujas o aquelarres, que dieron lugar a un importante proceso por parte de la Inquisición en el siglo XVII en Logroño, que condujo a la hoguera y a la cárcel a numerosas personas de los alrededores.
Hoy en día la cueva puede visitarse y en ella se celebra en el solsticio de verano una fiesta de culto al fuego y en las fiestas de agosto una "bacanal" gastronómica de carneros asados o "zikiro-jate".
También se puede visitar camino a las cuevas y situado en el antiguo hospital el Museo de las brujas, acondicionado en 2007, ayuda a conocer y descubrir el fenómeno de la brujería, las tradiciones y la represión inquisitorial del siglo XVII en la comarca. Este edificio es además de centro de interpretación de la brujería, oficina de turismo y promoción cultural y ecológica en la zona.

### Leyendas
Se dice que la palabra "akelarre" viene del prado que está al lado de una de las pequeñas cuevas de Zugarramurdi, que era donde pretendidamente se celebraban las reuniones de las brujas.
La palabra akelarre significa "prado del cabrón", y así le llamaban los asistentes a las reuniones de las cuevas a este prado, ya que en él pastaba un gran cabrón negro (macho cabrío negro o Akerbeltz, en euskera), el cual decían que se transformaba en persona cuando se reunían las brujas. O sea, que según la leyenda, este macho cabrío era el mismísimo diablo.
De ahí que Zugarramurdi reciba el sobrenombre de la Catedral del Diablo.
De estas leyendas se han hecho varias películas españolas como: "Akelarre" (1984) y "Las brujas de Zugarramurdi" (2013).
El grupo de música neofolk Trobar de Morte le dedicó las dos primeras canciones de su séptimo álbum de estudio Witchcraft (2018) tituladas La era de las brujas y Zugarramurdi.